# Guy Ritchie
Guy Stuart Ritchie (Hatfield, 10 de setembro de 1968) é um cineasta inglês e ex-marido da cantora estadunidense Madonna.
Ganhou notoriedade ao dirigir seu primeiro longa-metragem, intitulado Jogos, Trapaças e Dois Canos Fumegantes (1998). Também foi diretor e produtor de outros filmes de sucesso como Sherlock Holmes (2009) e Aladdin (2019).

## Biografia
Nasceu em 10 de Setembro de 1968, na cidade de Hatfield, Hertfordshire, o segundo filho do capitão John Vivian Ritchie e de Amber Parkinson. Por meio de sua avó paterna, é descendente do rei Eduardo III de Inglaterra. Se apaixonou pela cinematografia após assistir o filme Dois Homens E Um Destino (1969) quando criança. Mas logo se tornou um aluno encrequeiro na escola, chegando ser expulso aos quinze anos de uma das melhores escolas privadas do país. Posteriormente descobriu que possui Dislexia.
Iniciou sua carreira em 1995, participando de videoclipes e comerciais, mas rapidamente conseguiu apoio para dirigir seu primeiro curta-metragem chamado "The Hard Case (1995)". Três anos depois, conseguiu financiamento para seu primeiro longa-metragem chamado "Jogos, Trapaças e Dois Canos Fumegantes (1998)", nessa mesma época conhece a cantora estadunidense Madonna. Logo, Guy e Madonna iniciaram um relacionamento e se mudam para o Reino Unido, tendo seu primeiro filho em Agosto de 2000, o artista americano Rocco Ritchie. Após o nascimento do filho, se casaram no fim daquele ano, na Escócia. Nessa época dirigiu os filmes "Star (2001)" e "Swept Away (2002)", com participação de Madonna na atuação e trilha sonora. Em 2006, o casal adota seu segundo filho chamado David Banda, nascido em Malawi, porém a adoção gerou polêmicas na mídia por causa da legislação do país africano naquela época.  Dois anos depois anunciaram o divórcio, com quase oito anos de casamento e atraindo muita atenção da mídia que intitulou de "O Divórcio do Ano" e "Um dos divórcios mais caros de Hollywood", envolvendo mais de 92 milhões de dólares e tendo gerado uma longa batalha judicial na guarda do filho Rocco Ritchie, principalmente após Madonna retornar aos Estados Unidos. Em meio a repercussão daquele ano, dirigiu e produziu o filme "RocknRolla (2008)" que alcançou o topo das bilheterias britânicas logo na primeira semana. No ano seguinte, dirigiu o filme "Sherlock Holmes (2009)" que foi sucesso em crítica e bilheteria, com 524 milhões de dólares e uma continuação chamada "Sherlock Holmes: A Game of Shadows (2011)". Cerca de dez anos depois, dirige o live-action "Aladdin (2019)", arrecadando mais de 1 bilhão de dólares e se tornando o nono filme de maior bilheteria daquele ano.

## Filmografia
- 1995 - The Hard Case
- 1998 - Lock, Stock and Two Smoking Barrels
- 2000 - Snatch
- 2002 - Swept Away
- 2005 - Revolver
- 2008 - RocknRolla
- 2009 - Sherlock Holmes[8]
- 2011 - Sherlock Holmes: A Game of Shadows
- 2015 - O Agente da U.N.C.L.E.
- 2017 - Rei Arthur: A Lenda da Espada
- 2019 - Aladdin
- 2020 - The Gentlemen
- 2021 -Wrath of Man
- 2023 - Operation Fortune: Ruse de Guerre
- 2023 - Guy Ritchie's The Covenant
- 2024 - The Ministry of Ungentlemanly Warfare

## Prémios e nomeações
- Recebeu uma nomeação ao BAFTA, na categoria de Melhor Filme Britânico, por "Lock, Stock and Two Smoking Barrels" (1998).
- Ganhou o Prémio de Melhor Novo Realizador, no MTV Movie Awards, por "Lock, Stock and Two Smoking Barrels" (1998).
- Ganhou o Prémio de Melhor Realizador, no Festival Internacional de Tóquio, por "Lock, Stock and Two Smoking Barrels" (1998).